# Beaufort (Hérault)
Pour les articles homonymes, voir Beaufort.
Beaufort, en occitan Baufòrt, est une commune française située dans le sud-ouest du département de l'Hérault, en région Occitanie.
Exposée à un climat méditerranéen, elle est drainée par le Tartiguier et par deux autres cours d'eau.
Beaufort est une commune rurale qui compte 215 habitants en 2022. Elle fait partie de l'aire d'attraction de Narbonne. Ses habitants sont appelés les Beaufortais et Beaufortaises.

## Géographie

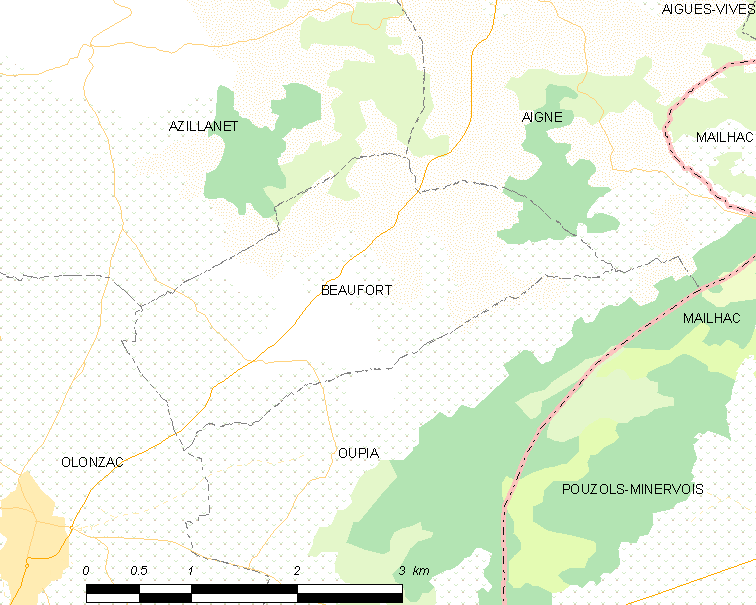
Carte.

### Climat
Pour des articles plus généraux, voir Climat de l'Occitanie et Climat de l'Hérault.
En 2010, le climat de la commune est de type climat méditerranéen franc, selon une étude s'appuyant sur une série de données couvrant la période 1971-2000. En 2020, Météo-France publie une typologie des climats de la France métropolitaine dans laquelle la commune est exposée à un climat méditerranéen et est dans la région climatique  Provence, Languedoc-Roussillon, caractérisée par une pluviométrie faible en été, un très bon ensoleillement (2 600 h/an), un été chaud (21,5 °C), un air très sec en été, sec en toutes saisons, des vents forts (fréquence de 40 à 50 % de vents > 5 m/s) et peu de brouillards.
Pour la période 1971-2000, la température annuelle moyenne est de 14,6 °C, avec une amplitude thermique annuelle de 16,1 °C. Le cumul annuel moyen de précipitations est de 700 mm, avec 7,3 jours de précipitations en janvier et 3 jours en juillet. Pour la période 1991-2020, la température moyenne annuelle observée sur la station météorologique la plus proche, située sur la commune de Lézignan-Corbières à 11 km à vol d'oiseau, est de 15,2 °C et le cumul annuel moyen de précipitations est de 678,7 mm,. Pour l'avenir, les paramètres climatiques de la commune estimés pour 2050 selon différents scénarios d'émission de gaz à effet de serre sont consultables sur un site dédié publié par Météo-France en novembre 2022.

### Milieux naturels et biodiversité
Aucun espace naturel présentant un intérêt patrimonial n'est recensé sur la commune dans l'inventaire national du patrimoine naturel,,.

## Urbanisme

### Typologie
Au 1er janvier 2024, Beaufort est catégorisée commune rurale à habitat dispersé, selon la nouvelle grille communale de densité à sept niveaux définie par l'Insee en 2022.
Elle est située hors unité urbaine. Par ailleurs la commune fait partie de l'aire d'attraction de Narbonne, dont elle est une commune de la couronne,. Cette aire, qui regroupe 71 communes, est catégorisée dans les aires de 50 000 à moins de 200 000 habitants,.

### Occupation des sols
L'occupation des sols de la commune, telle qu'elle ressort de la base de données européenne d’occupation biophysique des sols Corine Land Cover (CLC), est marquée par l'importance des territoires agricoles (90,3 % en 2018), en diminution par rapport à 1990 (96,1 %). La répartition détaillée en 2018 est la suivante : 
cultures permanentes (52 %), zones agricoles hétérogènes (38,3 %), zones urbanisées (5,8 %), forêts (3,1 %), milieux à végétation arbustive et/ou herbacée (0,8 %). L'évolution de l’occupation des sols de la commune et de ses infrastructures peut être observée sur les différentes représentations cartographiques du territoire : la carte de Cassini (XVIIIe siècle), la carte d'état-major (1820-1866) et les cartes ou photos aériennes de l'IGN pour la période actuelle (1950 à aujourd'hui).

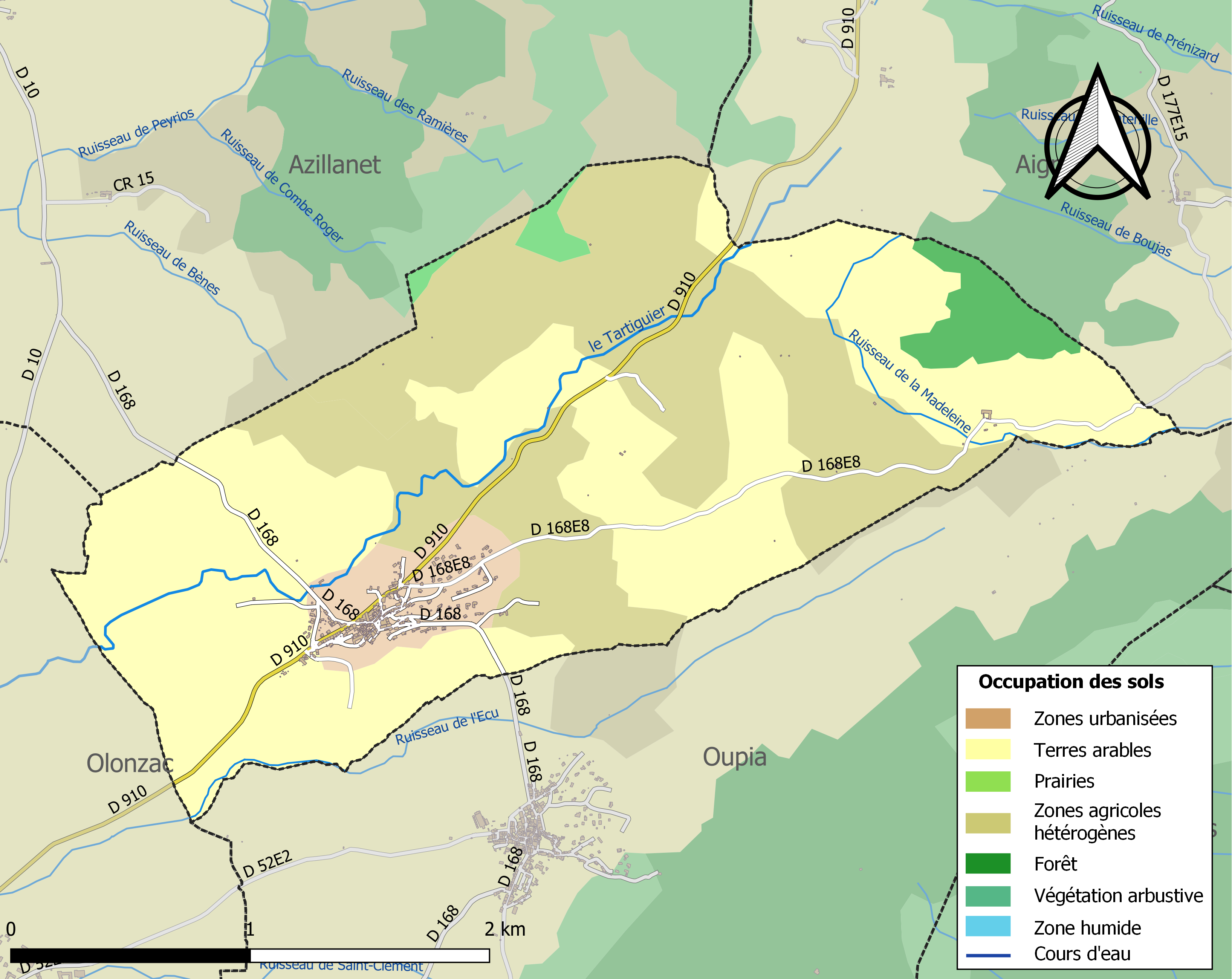
Carte des infrastructures et de l'occupation des sols de la commune en 2018 (CLC).

### Risques majeurs
Le territoire de la commune de Beaufort est vulnérable à différents aléas naturels : météorologiques (tempête, orage, neige, grand froid, canicule ou sécheresse), feux de forêts et séisme (sismicité faible). Il est également exposé à deux risques particuliers : le risque minier et le risque de radon. Un site publié par le BRGM permet d'évaluer simplement et rapidement les risques d'un bien localisé soit par son adresse soit par le numéro de sa parcelle.

#### Risques naturels
Beaufort est exposée au risque de feu de forêt. Un plan départemental de protection des forêts contre les incendies (PDPFCI) a été approuvé en juin 2013 et court jusqu'en 2022, où il doit être renouvelé. Les mesures individuelles de prévention contre les incendies sont précisées par deux arrêtés préfectoraux et s’appliquent dans les zones exposées aux incendies de forêt et à moins de 200 mètres de celles-ci. L’arrêté du 25 avril 2002 réglemente l'emploi du feu en interdisant notamment d’apporter du feu, de fumer et de jeter des mégots de cigarette dans les espaces sensibles et sur les voies qui les traversent sous peine de sanctions. L'arrêté du 11 mars 2013 rend le débroussaillement obligatoire, incombant au propriétaire ou ayant droit,.

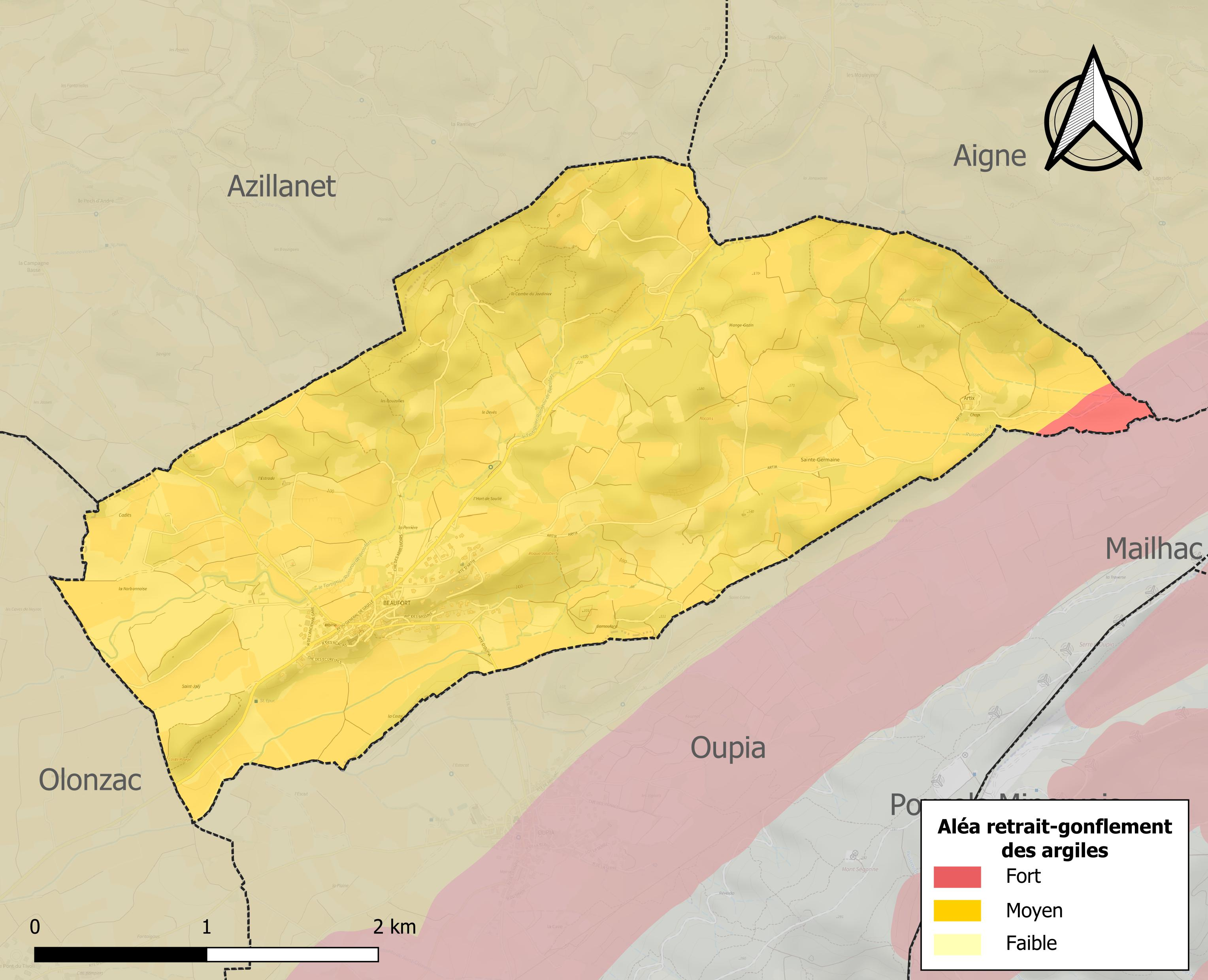
Carte des zones d'aléa retrait-gonflement des sols argileux de Beaufort.

Le retrait-gonflement des sols argileux est susceptible d'engendrer des dommages importants aux bâtiments en cas d’alternance de périodes de sécheresse et de pluie. La totalité de la commune est en aléa moyen ou fort (59,3 % au niveau départemental et 48,5 % au niveau national). Sur les 171 bâtiments dénombrés sur la commune en 2019, 171 sont en aléa moyen ou fort, soit 100 %, à comparer aux 85 % au niveau départemental et 54 % au niveau national. Une cartographie de l'exposition du territoire national au retrait gonflement des sols argileux est disponible sur le site du BRGM,.
Par ailleurs, afin de mieux appréhender le risque d’affaissement de terrain, l'inventaire national des cavités souterraines permet de localiser celles situées sur la commune.
La commune a été reconnue en état de catastrophe naturelle au titre des dommages causés par les inondations et coulées de boue survenues en 1982, 1997, 1999 et 2002. 

#### Risque particulier
L’étude Scanning de Géodéris réalisée en 2008 a établi pour le département de l’Hérault une identification rapide des zones de risques miniers liés à l’instabilité des terrains.  Elle a été complétée en 2015 par une étude approfondie sur les anciennes exploitations minières du bassin houiller de Graissessac et du district polymétallique de Villecelle. La commune est ainsi concernée par le risque minier, principalement lié à l’évolution des cavités souterraines laissées à l’abandon et sans entretien après l’exploitation des mines.
Dans plusieurs parties du territoire national, le radon, accumulé dans certains logements ou autres locaux, peut constituer une source significative d’exposition de la population aux rayonnements ionisants. Certaines communes du département sont concernées par le risque radon à un niveau plus ou moins élevé. Selon la classification de 2018, la commune de Beaufort est classée en zone 2, à savoir zone à potentiel radon faible mais sur lesquelles des facteurs géologiques particuliers peuvent faciliter le transfert du radon vers les bâtiments.

## Toponymie
Le nom de la localité est attesté sous les formes Belfort en 1060, en 1095 et en 1145 dans le cartulaire de l'abbaye de Moissac, de Belloforti en 1135.

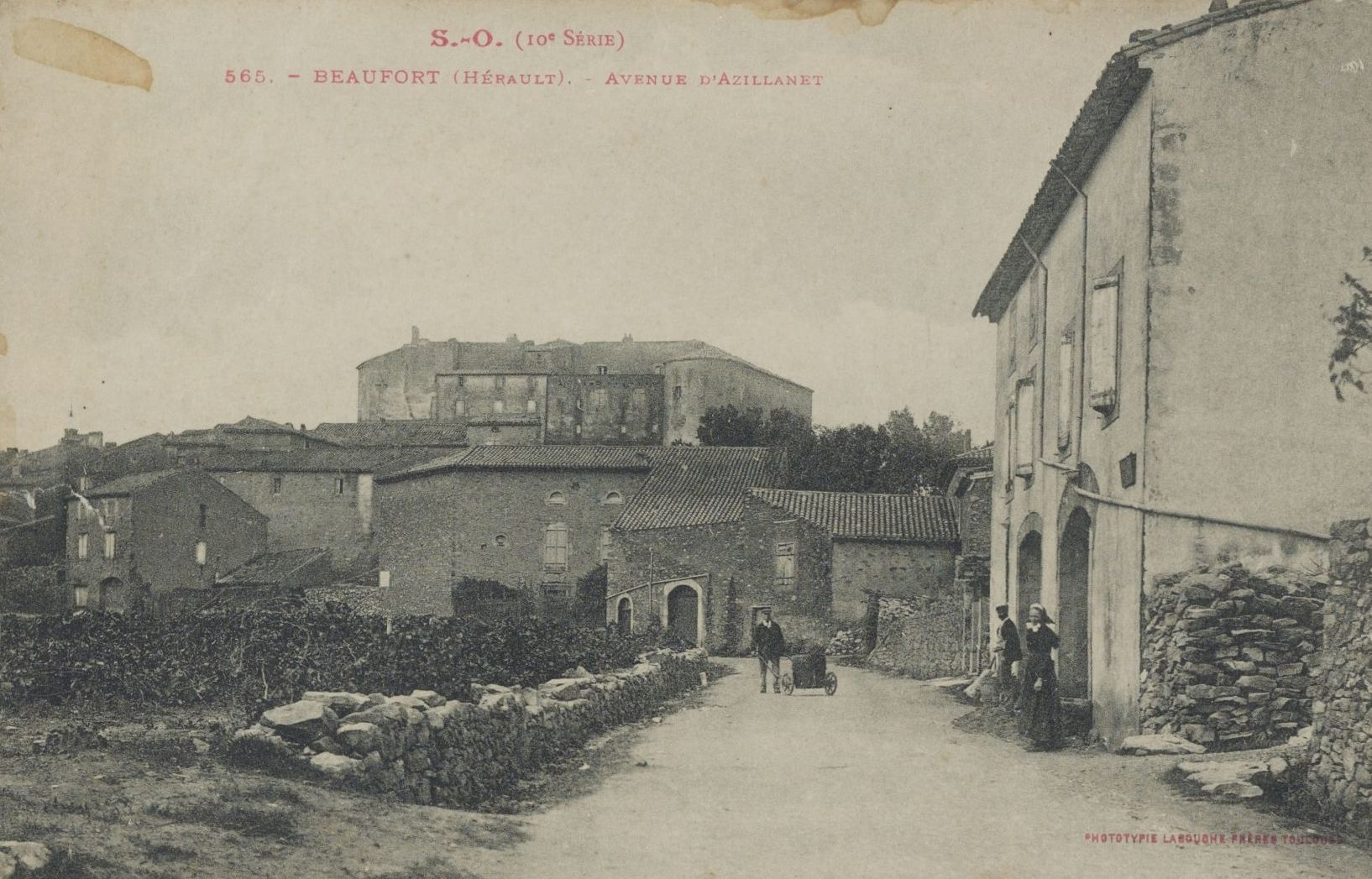
Beaufort - Avenue d'Azillanet.

Baufòrt en occitan.

## Histoire

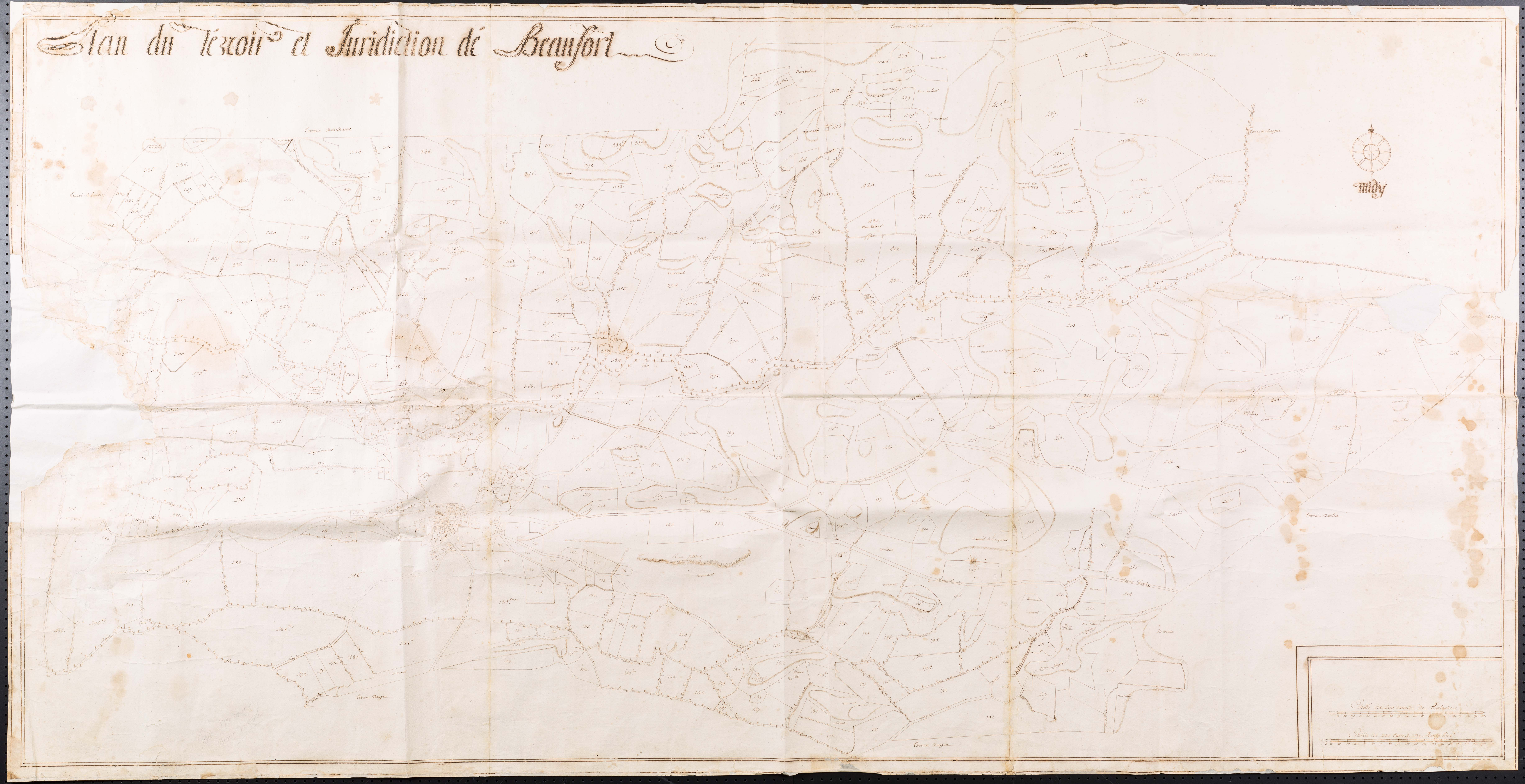
Plan du terroir et juridiction de Beaufort (XVIIIe siècle).

### Néolithique
En 2000, une tombe à dalle lithique contenant un crâne d'enfant a été découverte dans une parcelle de vigne sur la butte du Coste Rouge.

## Politique et administration
| Période                                  | Période   | Identité                     | Étiquette | Qualité                                         |
| ---------------------------------------- | --------- | ---------------------------- | --------- | ----------------------------------------------- |
| Les données manquantes sont à compléter. |           |                              |           |                                                 |
| 1792                                     | 1795      | Joseph Couret                |           |                                                 |
| 1795                                     | 1797      | Michel Fraisse               |           |                                                 |
| 1797                                     | 1800      | Joseph Couret                |           |                                                 |
| 1800                                     | 1808      | Antoine Fraisse              |           |                                                 |
| 1808                                     | 1831      | François d'Amieu de Beaufort |           |                                                 |
| 1831                                     | 1834      | Victor Joseph Couret         |           |                                                 |
| 1834                                     | 1847      | François d'Amieu de Beaufort |           |                                                 |
| 1847                                     | 1849      | Pierre Chabernac             |           |                                                 |
| 1849                                     | 1854      | Victor Joseph Couret         |           |                                                 |
| 1854                                     | 1860      | Benoit Bosc                  |           |                                                 |
| 1860                                     | 1870      | Jean Baptiste Vidal          |           |                                                 |
| 1870                                     | 1880      | Jean Baptiste Merle          |           |                                                 |
| 1881                                     | 1908      | Antoine Bourdié              |           |                                                 |
| 1908                                     | 1912      | Joseph (Fils) Fabre          |           |                                                 |
| 1912                                     | 1917      | Édouard Marchand             |           |                                                 |
| 1917                                     | 1919      | Jean Capmajo                 |           |                                                 |
| 1919                                     | 1921      | Achille Bessieux             |           |                                                 |
| 1921                                     | 1925      | Aloïs Chaubet                |           |                                                 |
| 1925                                     | 1931      | Jules Azéma                  |           |                                                 |
| 1931                                     | 1935      | Georges Molinier             |           |                                                 |
| 1935                                     | 1944      | Elie Chaubet                 |           |                                                 |
| 1944                                     | 1945      | Louis Bonnet                 |           |                                                 |
| 1945                                     | 1965      | Jean Ribes                   |           |                                                 |
| 1965                                     | 1977      | Marcel Barthes               |           |                                                 |
| 1977                                     | 1983      | Yves Azéma                   |           |                                                 |
| 1983                                     | 1983      | Julien Azéma                 |           |                                                 |
| 1983                                     | 1989      | René Cailleur                |           |                                                 |
| 1989                                     | 1995      | Huguette Casadamont          |           |                                                 |
| 1995                                     | 2008      | Benito Perez                 |           |                                                 |
| mars 2008                                | mars 2020 | Antoine Maldonado            | SE        | Agriculteur retraité                            |
| mars 2020                                | 2022      | Claude Pichon,               |           | Ancien artisan, commerçant et chef d'entreprise |
| 2022                                     | En cours  | Françoise Perez              |           |                                                 |

## Démographie
L'évolution du nombre d'habitants est connue à travers les recensements de la population effectués dans la commune depuis 1793. Pour les communes de moins de 10 000 habitants, une enquête de recensement portant sur toute la population est réalisée tous les cinq ans, les populations de référence des années intermédiaires étant quant à elles estimées par interpolation ou extrapolation. Pour la commune, le premier recensement exhaustif entrant dans le cadre du nouveau dispositif a été réalisé en 2006.

En 2022, la commune comptait 215 habitants, en stagnation par rapport à 2016 (Hérault : +7,49 %, France hors Mayotte : +2,11 %).
| 1793 | 1800 | 1806 | 1821 | 1831 | 1836 | 1841 | 1846 | 1851 |
| ---- | ---- | ---- | ---- | ---- | ---- | ---- | ---- | ---- |
| 147  | 155  | 162  | 137  | 173  | 165  | 155  | 178  | 162  |

| 1856 | 1861 | 1866 | 1872 | 1876 | 1881 | 1886 | 1891 | 1896 |
| ---- | ---- | ---- | ---- | ---- | ---- | ---- | ---- | ---- |
| 163  | 163  | 210  | 228  | 302  | 327  | 266  | 251  | 274  |

| 1901 | 1906 | 1911 | 1921 | 1926 | 1931 | 1936 | 1946 | 1954 |
| ---- | ---- | ---- | ---- | ---- | ---- | ---- | ---- | ---- |
| 313  | 295  | 294  | 338  | 296  | 307  | 293  | 260  | 195  |

| 1962 | 1968 | 1975 | 1982 | 1990 | 1999 | 2006 | 2011 | 2016 |
| ---- | ---- | ---- | ---- | ---- | ---- | ---- | ---- | ---- |
| 196  | 194  | 156  | 161  | 161  | 155  | 169  | 199  | 215  |

| 2021 | 2022 | - | - | - | - | - | - | - |
| ---- | ---- | - | - | - | - | - | - | - |
| 218  | 215  | - | - | - | - | - | - | - |

## Économie

### Revenus
En 2018, la commune compte 103 ménages fiscaux, regroupant 206 personnes. La médiane du revenu disponible par unité de consommation est de 19 550 € (19 820 € dans le département).

### Emploi
|                | 2008   | 2013   | 2018   |
| -------------- | ------ | ------ | ------ |
| Commune        | 13,1 % | 10,6 % | 10,2 % |
| Département    | 8,9 %  | 11,1 % | 11,2 % |
| France entière | 8,3 %  | 10 %   | 10 %   |

En 2018, la population âgée de 15 à 64 ans s'élève à 129 personnes, parmi lesquelles on compte 74 % d'actifs (63,8 % ayant un emploi et 10,2 % de chômeurs) et 26 % d'inactifs,. En  2018, le taux de chômage communal (au sens du recensement) des 15-64 ans est inférieur à celui du département, mais supérieur à celui de la France, alors qu'en 2008 il était supérieur à celui du département.
La commune fait partie de la couronne de l'aire d'attraction de Narbonne, du fait qu'au moins 15 % des actifs travaillent dans le pôle,. Elle compte 32 emplois en 2018, contre 30 en 2013 et 43 en 2008. Le nombre d'actifs ayant un emploi résidant dans la commune est de 84, soit un indicateur de concentration d'emploi de 37,8 % et un taux d'activité parmi les 15 ans ou plus de 52,7 %.
Sur ces 84 actifs de 15 ans ou plus ayant un emploi, 29 travaillent dans la commune, soit 34 % des habitants. Pour se rendre au travail, 79,3 % des habitants utilisent un véhicule personnel ou de fonction à quatre roues, 1,2 % les transports en commun, 7,3 % s'y rendent en deux-roues, à vélo ou à pied et 12,2 % n'ont pas besoin de transport (travail au domicile).

### Activités hors agriculture
14 établissements sont implantés  à Beaufort au 31 décembre 2019.
Le secteur du commerce de gros et de détail, des transports, de l'hébergement et de la restauration est prépondérant sur la commune puisqu'il représente 42,9 % du nombre total d'établissements de la commune (6 sur les 14 entreprises implantées  à Beaufort), contre 28 % au niveau départemental.

### Agriculture
La commune est dans le « Minervois », une petite région agricole occupant une petite partie du sud-ouest du département de l'Hérault. En 2020, l'orientation technico-économique de l'agriculture  sur la commune est la viticulture.
|               | 1988 | 2000 | 2010 | 2020 |
| ------------- | ---- | ---- | ---- | ---- |
| Exploitations | 25   | 15   | 19   | 16   |
| SAU (ha)      | 240  | 262  | 216  | 180  |

Le nombre d'exploitations agricoles en activité et ayant leur siège dans la commune est passé de 25 lors du recensement agricole de 1988  à 15 en 2000 puis à 19 en 2010 et enfin à 16 en 2020, soit une baisse de 36 % en 32 ans. Le même mouvement est observé à l'échelle du département qui a perdu pendant cette période 67 % de ses exploitations,. La surface agricole utilisée sur la commune a également diminué, passant de 240 ha en 1988 à 180 ha en 2020. Parallèlement la surface agricole utilisée moyenne par exploitation a augmenté, passant de 10 à 11 ha.

## Culture locale et patrimoine

### Lieux et monuments

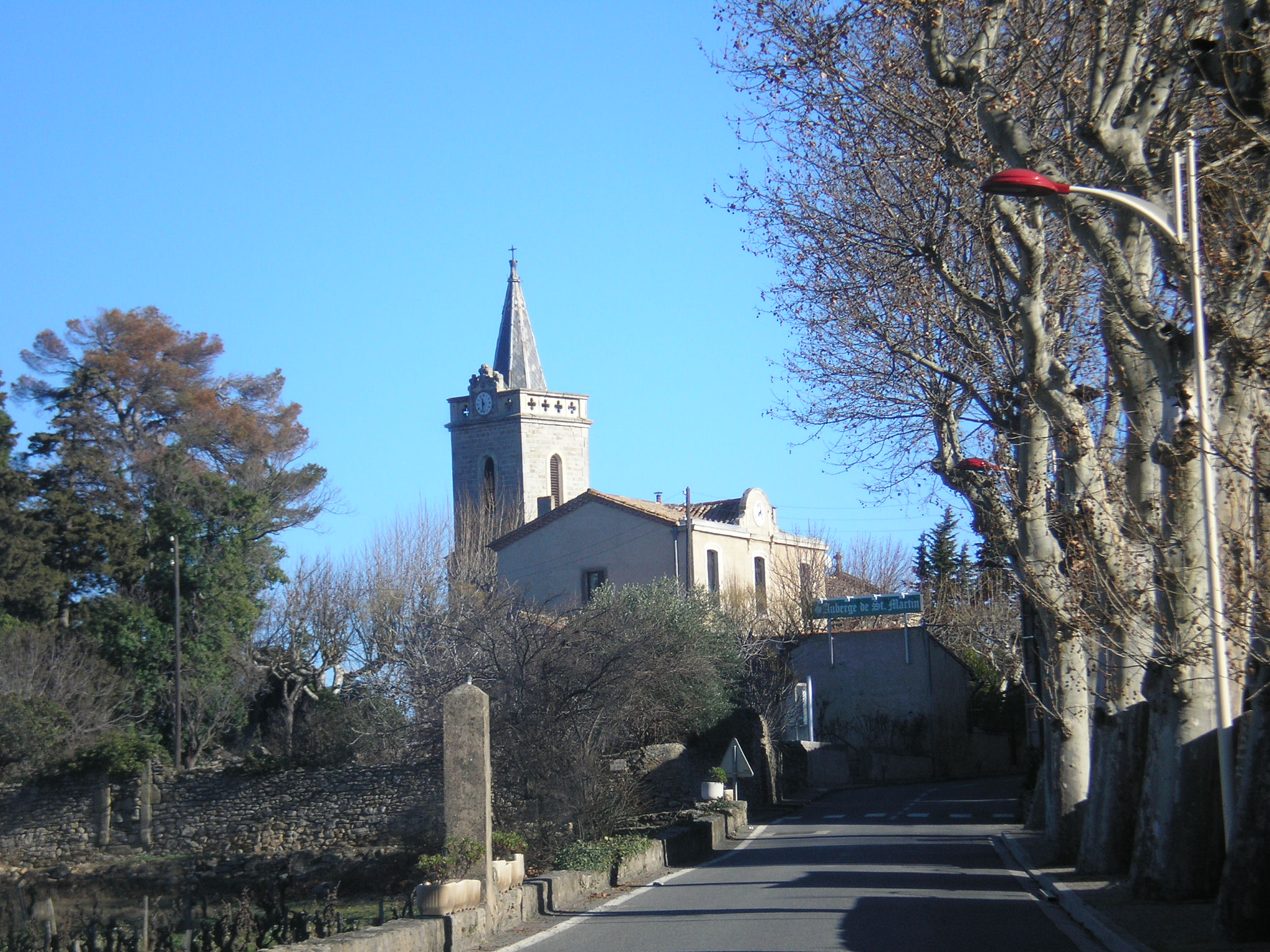
Église Saint-Martin.

- Château de Beaufort.
- Église Saint-Martin de Beaufort.

### Héraldique
| Armes de Beaufort | Les armes de Beaufort se blasonnent ainsi : de gueules à une tour couverte en croupe donjonnée de deux pièces, le tout d'or, maçonnée, ouverte et ajourée de sable, posée sur une colline d'argent, chargée d'un glaive abaissé du même, garni de sable et pommeté d'or, accosté des lettres de sable St à dextre et M à senestre (initiales de saint Martin), au chef d'or chargé de deux rinceaux feuillés de sinople et fruités de sable, adossés en fasce, celui de dextre de vigne et celui de senestre d'olivie. |

### Fonds d'archives
- Fonds : Archives communales déposées de Beaufort (1688-1925) [1,80 ml].  Cote : 26 EDT. Montpellier : Archives départementales de l'Hérault (présentation en ligne).